# Campo Grande (Misiones)
Campo Grande je hlavní sídlo departementu Cainguás v provincii Misiones na severovýchodě Argentiny. Město bylo založeno 29. března 1946. V roce 1991 mělo 3923 obyvatel. Za deset let počet vzrostl o 34,9% na 5293. Při sčítání lidu v roce 2010 mělo město 6547 obyvatel.